# Lygippulus nigrescens
Lygippulus nigrescens is een hooiwagen uit de familie Assamiidae.